# Паласіос-де-Санабрія
Паласіос-де-Санабрія (ісп. Palacios de Sanabria) — муніципалітет в Іспанії, у складі автономної спільноти Кастилія-і-Леон, у провінції Самора. Населення — 282 особи (2010).
Муніципалітет розташований на відстані близько 300 км на північний захід від Мадрида, 90 км на північний захід від Самори.
На території муніципалітету розташовані такі населені пункти: (дані про населення за 2010 рік)
- Отеро-де-Санабрія: 31 особа
- Паласіос-де-Санабрія: 166 осіб
- Ремесаль: 17 осіб
- Віме-де-Санабрія: 68 осіб

## Демографія
Динаміка населення (INE ):